# Péréion

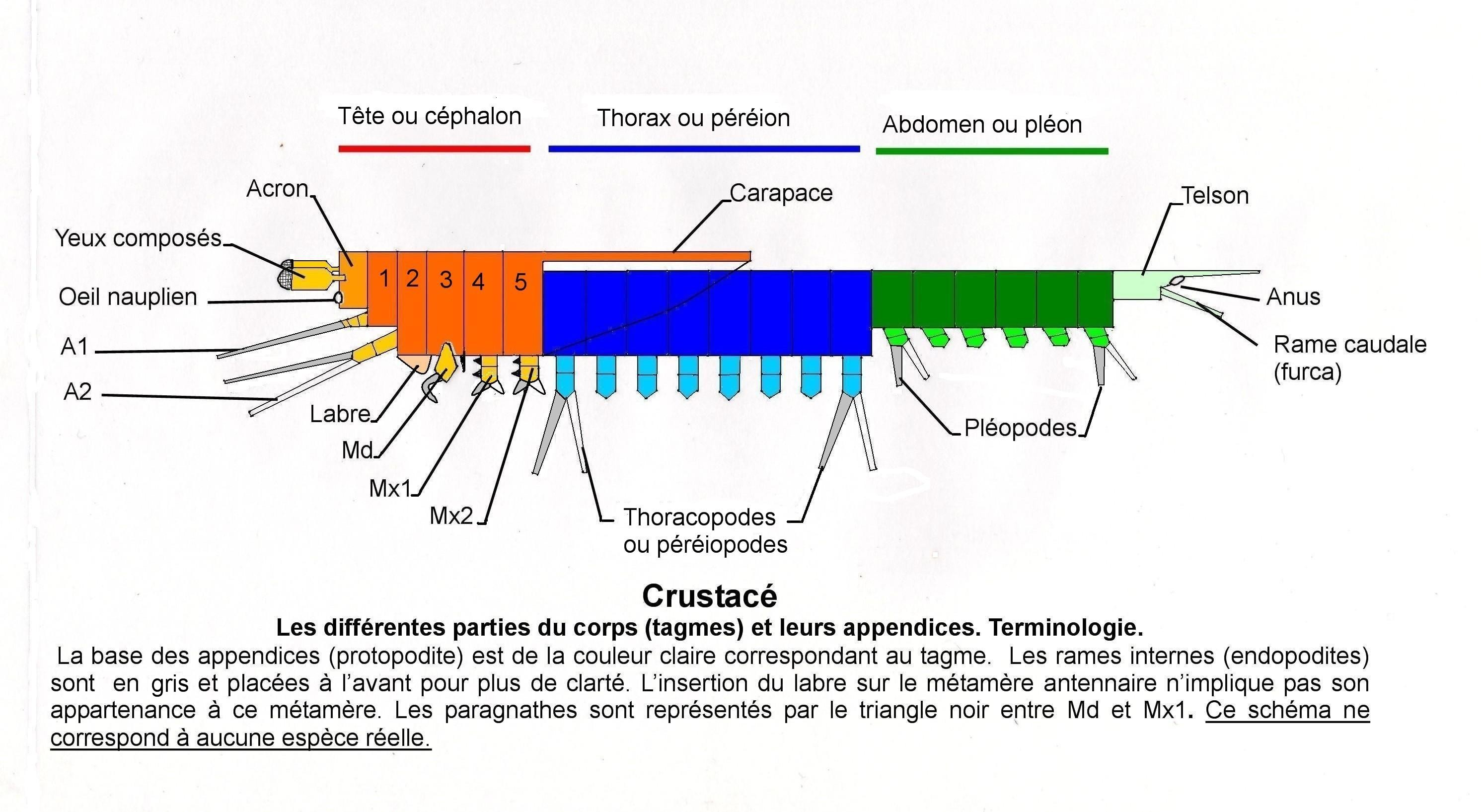
Les différents tagmes d'un crustacé type. Céphalon, péréion, pléon et telson.

Le péréion (ou thorax) désigne le tagme situé entre le céphalon (tête) et le pléon (abdomen) chez les crustacés.

## Description

### Morphologie
Il s'agit du tagme moyen chez les arthropodes crustacés, qui correspond au thorax des hexapodes (comme les insectes). Le péréion porte les péréiopodes (appendices du péréion).
Les premiers segments du péréion s'ajoutent fréquemment à la tête (céphalon) et les péréiopodes qu'il portent permettent alors à l'organisme de se nourrir.